# Jakovce
Jakovce – wieś w Słowenii, w gminie Sežana. W 2018 roku liczyła 23 mieszkańców.